# Iwajło Andonow
Iwajło Wiktorow Andonow (ur. 14 kwietnia 1967 roku w Błagojewgradzie) – bułgarski piłkarz, grający na pozycji ofensywnego pomocnika lub napastnika.

## Kariera piłkarska
Przez dwanaście lat występował w Pirinie Błagojewgrad, ale największe sukcesy - dwa tytuły mistrza kraju - zdobył z CSKA Sofia, gdzie grał w latach 1991–1994 i 1996–1997. W pierwszym okresie był jednym z najskuteczniejszych zawodników ekstraklasy bułgarskiej; w ciągu trzech sezonów strzelił w osiemdziesięciu czterech meczach pięćdziesiąt sześć bramek, przy czym tylko w rozgrywkach 1993–1994 w dwudziestu czterech spotkaniach trafił do bramki rywali dwadzieścia pięć razy.
Udane występy w barwach CSKA zaowocowały powołaniem do reprezentacji Bułgarii na Mundial 1994 (był rezerwowym) oraz transferem do grającego wówczas w Segunda División Albacete Balompié. Jednak ta i kolejna - w Arminii Bielefeld - przygoda zagraniczna okazała się krótka i nieowocna.
W 1996 roku Andonow powrócił do CSKA, gdzie odzyskał wysoką formę. Później występował jeszcze w barwach Lokomotiwu Sofia i Unionu Berlin, dokąd w 1999 roku sprowadził go jego rodak Georgi Wasilew. Po roku występów na boiskach niemieckich Andonow zakończył piłkarską karierę.

## Sukcesy piłkarskie
- mistrzostwo Bułgarii 1992 i 1997 oraz Puchar Bułgarii 1993 i 1997 z CSKA